# Психология на развитието
Психология на развитието, позната още и като човешко развитие, е дял от психологията, който изучава систематично психологическите промени, които се появяват при човека в процеса на неговия живот. Основно се занимава с бебетата и децата, но изследванията включват също така и развитието на възрастните. Това поле изследва промените от широк диапазон от теми, включително моторните умения и други психофизиологични процеси; когнитивно развитие, включващо области като разрешаване на проблеми (problem solving), морално разбиране и концептуално разбиране; усвояване на език; социално, лично и емоционално развитие; Аз-концепция и формиране на идентичността.
Много изследователи се интересуват от взаимодействието между личните характеристики, индивидуалното поведение и факторите на средата, включително социалния контекст и тяхното влияние върху развитието на личността; други са по-фокусирани върху подхода.

## Подходи
Много теоретични перспективи се опитват да обяснят развитието. Сред най-забележителните са: стадиалната теория на Жан Пиаже, Лев Виготски и социалният контекстуализъм (и нейните наследници Културната теория на развитието на Майкъл Кол и Теорията на екологичните системи на Юри Бронфенбренър), Теорията за социално учене на Алберт Бандура и други.
В по-малка степен исторически теории продължават да доставят основа за допълнителни изследвания. Сред тях са осемте стадии на психосоциално развитие на Ерик Ериксън и бихевиоризма на Джон Уотсън и Бъръс Скинър.
Много други теории са известни с приносите си към дадени аспекти на развитието. Например теорията на привързаността описва видовете междуличностни взаимоотношения, а Лоурънс Колберг описва стадиите на развитие на морала.